# Mbo Mpenza
Mbo Jérôme Mpenza (Kinshasa, 1976. december 4. –) kongói származású belga válogatott labdarúgó.

## Fordítás
Ez a szócikk részben vagy egészben  a   Mbo Mpenza című angol Wikipédia-szócikk fordításán alapul.  Az eredeti cikk szerkesztőit annak laptörténete sorolja fel. Ez a jelzés csupán a megfogalmazás eredetét és a szerzői jogokat jelzi, nem szolgál a cikkben szereplő információk forrásmegjelöléseként.